# Anyák elszabadulva
Az Anyák elszabadulva (eredeti cím: Fun Mom Dinner) 2017-ben bemutatott amerikai filmvígjáték, amelyet Julie Yaeger Rudd forgatókönyvéből Alethea Jones rendezett. A főszerepekben Toni Collette, Molly Shannon, Bridget Everett, Katie Aselton, Adam Scott és Adam Levine látható. 
A film világpremierje 2017. január 27-én volt a Sundance Filmfesztiválon. Az Amerikai Egyesült Államok 2017. augusztus 4-én mutatta be a Momentum Pictures. Magyarországon 2017. augusztus 10-én jelent meg a Prorom Entertainment Kft. forgalmazásában.

## Cselekmény
Négy anyuka, akiknek gyermekei ugyanabba az osztályba járnak, kivesz egy szabad estét, hogy együtt vacsorázzanak. Az este azonban váratlan fordulatot vesz számukra.

## Szereplők
| Szereplő | Színész                       | Magyar hang        |
| -------- | ----------------------------- | ------------------ |
| Kate     | Toni Collette                 | Bertalan Ágnes     |
| Jamie    | Molly Shannon                 | Kökényessy Ági     |
| Melanie  | Bridget Everett               | Kiss Erika         |
| Emily    | Katie Aselton                 | Kisfalvi Krisztina |
| Tom      | Adam Scott                    | Hevér Gábor        |
| Andrew   | Rob Huebel                    | László Zsolt       |
| Luke     | Adam Levine                   | Makranczi Zalán    |
| Barry    | Paul Rust                     | Karácsonyi Zoltán  |
| Alex     | Sam Lerner                    | Rada Bálint        |
| Zoe      | Kathryn Prescott              | Bogdányi Titanilla |
| Olivia   | Jaz Sinclair                  | Lamboni Anna       |
| James    | Hart Denton                   | Czető Roland       |
| Brady    | Paul Rudd                     | Széles Tamás       |
| Wayne    | David Wain                    | Schnell Ádám       |
| Alfred   | John Early                    | Magyar Bálint      |
| Harry    | Caleb Paddock Matthew Paddock | Gergely Attila     |

### Magyar változat
- Főcím: Galambos Péter
- Magyar szöveg: Pataricza Eszter
- Hangmérnök: Kardos Péter
- Vágó: Simkóné Varga Erzsébet
- Gyártásvezető: Kablay Luca
- Szinkronrendező: Tabák Kata

A szinkront a Mafilm Audio Kft. készítette el.

## A film készítése
2016. június 22-én jelentették be, hogy Julie Yaeger Rudd forgatókönyvéből Alethea Jones rendezi az Anyák elszabadulva című filme, amelyben olyan színészek szerepelnek, mint Toni Collette, Molly Shannon, Bridget Everett és Adam Scott. A forgatás aznap kezdődött Los Angelesben. A film zenéjét Julian Wass szerezte.

## Bemutató
A film világpremierje 2017. január 27-én volt a Sundance Filmfesztiválon. A Sundance előtt a Momentum Pictures és a Netflix megvásárolta a film amerikai forgalmazási jogait. 2017. augusztus 4-én mutatták be korlátozott számú moziban és Video on Demand szolgáltatáson. A Netflixen keresztül 2017. december 31-én jelent meg.

## Díjak és jelölések
| Év   | Díj                            | Kategória                                                               | Jelölt        | Eredmény |
| ---- | ------------------------------ | ----------------------------------------------------------------------- | ------------- | -------- |
| 2018 | Guild of Music Supervisors-díj | Legjobb zenei felügyelet 5 millió dollár alatti költségvetésű filmeknél | Howard Paar   | Jelölve  |
| 2018 | Yoga-díj                       | You Too-díj                                                             | Alethea Jones | Elnyerte |